# 斯科特·费里尔
斯科特·费里尔（英語：Scott Ferrier，1974年6月12日—），澳大利亚男子田径运动员。他曾代表澳大利亚参加1998年英联邦运动会田径比赛，获得一枚银牌。他也曾参加1996年和2000年夏季奥林匹克运动会。